# Tetragnatha rimandoi
Tetragnatha rimandoi là một loài nhện trong họ Tetragnathidae.
Loài này thuộc chi Tetragnatha. Tetragnatha rimandoi được miêu tả năm 1998 bởi Barrion.